# Works in Progress
Works in Progress è un CD / DVD della rock band Kansas, che riunisce brani nell'arco di dieci anni (1992-2002) della carriera della band, con musiche di Live at the Whisky e Freaks of Nature. Inoltre, il DVD di accompagnamento raccoglie una serie di performance dal vivo originariamente presenti su Device, Voice, Drum. Il titolo è un gioco di parole basato sul genere della loro musica, il rock progressivo.

## Tracce

### CD
1. "Mysteries & Mayhem" (da Live at the Whisky) - 8:25
2. "Portrait (He Knew)" (da Live at the Whisky) - 5:38
3. "Down the Road" (da Live at the Whisky) - 5:51
4. "Black Fathom 4" (da Freaks of Nature) - 5:54
5. "Freaks of Nature" (da Freaks of Nature) - 4:07
6. "Under the Knife" (da Freaks of Nature) - 5:00
7. "I Can Fly" (da Freaks of Nature) - 5:21
8. "Peaceful and Warm" (da Freaks of Nature) - 6:47
9. "The Wall" (da Always Never the Same) - 5:30
10. "Cheyenne Anthem" (da Always Never the Same) - 7:30
11. "Hold On" (da Always Never the Same) - 4:15
12. "Dust in the Wind" (da Always Never the Same) - 3:57

### DVD
1. "Intro"
2. "Belexes"
3. "Icarus II"
4. "Icarus I"
5. "M & M"
6. "Portrait"
7. "Down the Road"
8. "Hold On"
9. "Dust in the Wind"